# باغ‌سفارت ترکیه در تهران
باغ‌سفارت ترکیه در محله الهیه تهران در کنار پل رومی قرار دارد. علت نامگذاری پل رومی نیز وجود این باغ است که متعلق به دولت عثمانی (جانشین دولت روم شرقی - بیزانس) می‌باشد.